# Gužvara
Gužvara je vrsta kolača koja se priprema od vodenog tijesta ili dizanog tijesta s raznim nadjevima.

## Gužvara s vodenim tijestom
Izrađeno vučeno tijesto ili kupovne tanke kora za savijače mogu se složiti u namašćenu posudu za pečenje na dva načina. 
- Prvi način pripreme je da se dvije kore ostave cijele, njima obloži dno okruglog oblika, poškrope se uljem. Ostatak kora iskida se rukama na manje komade i lagano umiješa u nadjev od jaja, svježeg kravljeg sira, kiselog vrhnja, mlijeka, mineralne vode, ulja, soli i praška za pecivo. Smjesa se stavi u posudu, ne ravna, poškropi uljem i peče dok ne porumeni.

- Drugi način pripreme je tako što se kora umoči u rjeđi mliječni nadjev od svježeg kravljeg sira, kiselog ili slatkog vrhnja, jaja, i mlijeka, stavi na dno posude, prekrije s nekoliko kora od kojih se svaka namoči u rijetki nadjev, zgužvaju i stave u posudu. Nakon što se ispuni cijeli red zgužvanim korama, prelije ih se uljem i nekoliko žlica nadjeva. Preko reda zgužvanih kora slože se 2-3 kore namočene u mliječnom nadjevu, ali ne zgužvane. Postupak se ponavlja dok se ne potroše sve kore i nadjev, a na vrhu se prelije preostalim rijetkim nadjevom, poškropi uljem ili rastopljenim maslacem i peče u toploj pećnici dok ne porumeni.

## Gužvara od dizanog tijesta
Gužvara koja se priprema s dizanim tijestom nalikuje orahnjači. Pripremljeno dignuto tijesto lagano se premijesi, razvalja, premaže nadjevom od oraha, maka, pekmeza ili rogača, savije pomoću ubrusa, premjesti u posudu za pečenje, ostavi na toplom da se lagano digne, te stavi peći u pećnicu.